# 12 Bar Bruise
12 Bar Bruise es el álbum debut de estudio de la banda australiana de rock psicodélico King Gizzard & the Lizard Wizard. Fue lanzado el 7 de septiembre de 2012 por la discográfica Flightless. Alcanzó el puesto 14 en la lista de álbumes ARIA después de ser lanzado en vinilo en noviembre de 2018.

## Grabación
El álbum fue auto-grabado por la banda y varias pistas utilizaron métodos de grabación no convencionales. Uno de estos aparece en la canción homónima del álbum: se grabó a través de cuatro iPhones colocados alrededor de una habitación mientras Stu Mackenzie cantaba en uno de ellos.

## Lista de canciones
Todas las pistas escritas por Stu Mackenzie, excepto donde se indique.
El vinilo tiene las pistas 1–6 en la cara A y las pistas 7–12 en la cara B.

| N.º | Título                   | Escritor(es)                       | Duración |  |
| 1.  | «Elbow»                  |                                    | 2:40     |  |
| 2.  | «Muckraker»              |                                    | 3:00     |  |
| 3.  | «Nein»                   |                                    | 2:52     |  |
| 4.  | «12 Bar Bruise»          |                                    | 3:47     |  |
| 5.  | «Garage Liddiard»        |                                    | 2:29     |  |
| 6.  | «Sam Cherry's Last Shot» |                                    | 2:49     |  |
| 7.  | «High Hopes Low»         |                                    | 3:46     |  |
| 8.  | «Cut Throat Boogie»      | Stu Mackenzie, Ambrose Kenny-Smith | 2:50     |  |
| 9.  | «Bloody Ripper»          |                                    | 2:13     |  |
| 10. | «Uh Oh, I Called Mum»    |                                    | 2:38     |  |
| 11. | «Sea of Trees»           |                                    | 3:15     |  |
| 12. | «Footy Footy»            | Stu Mackenzie, Joey Walker         | 1:59     |  |

## Personal
Créditos para 12 Bar Bruise adaptados de las notas del álbum.
King Gizzard & the Lizard Wizard
- Michael Cavanagh - batería
- Cook Craig - guitarra, voz
- Ambrose Kenny-Smith - armónica, voz
- Stu Mackenzie - guitarra, voz
- Eric Moore - theremin, teclas, percusión
- Lucas Skinner - bajo, voz
- Joe Walker - guitarra, voz

Músicos adicionales
- Broderick Smith - palabra hablada (pista 6)

Producción
- Paul Maybury - grabación, mezcla
- King Gizzard - grabación, mezcla
- Joseph Carra - masterización
- Jason Galea - arte de la portada
- Ican Harem - cubierta interior
- Lauren Bamford - insertar foto